# Borbo ferruginea
Borbo ferruginea là một loài bướm ngày thuộc họ Hesperiidae. Nó được tìm thấy ở miền nam và tây nam châu Phi, ở Nam Phi và từ Mozambique tới Kenya. Ở Nam Phi nó giới hạn trong các khu rừng vùng đất thấp của KwaZulu-Natal.
Sải cánh dài 36–39 mm đối với con đực và 42–45 mm đối với con cái. Cá thể trưởng thành có lẽ mọc cánh quanh năm, nhưng phổ biến hớn từ tháng 10 đến tháng 5 ở phía nam châu Phi.

## Phụ loài
- Borbo ferruginea ferruginea
- Borbo ferruginea dondo Evans, 1955 (KwaZulu-Natal đến nam Mozambique)